# Jordy Buijs
Pour les articles homonymes, voir Jordy (homonymie).
Jordy Buijs est un footballeur néerlandais, né le 28 décembre 1988 à Ridderkerk aux Pays-Bas. Il évolue actuellement en Australie au Sydney FC comme stoppeur,,.

## Biographie
Après trois saisons et demi au De Graafschap Doetinchem, Jordy signe un contrat de trois saisons avec le NAC Breda le 31 mars 2011.

## Palmarès
De Graafschap
- Eerste divisie (D2)
  - Champion (1) : 2010.

 Sydney FC
- Championnat d'Australie
  - Champion (1) : 2017.
- Coupe d'Australie
  - Champion (1) : 2017.

## Vie privée
Jordy est le jeune frère de Danny Buijs, lui aussi ancien du Feyenoord Rotterdam, actuellement entraîneur au Kozakken Boys (en).